# Миленко Митровић Спирта
Митровић Д. Миленко Спирта (Нови Сад, 15. фебруар 1905 — Питерборо, САД, 23. август 1986) био је ваздухопловни инжењер, резервни војни и цивилни пилот, конструктор летелица, технички директор "Аеропута" и један од оснивача "Утве".

## Биографија
Основну и средњу школу Миленко је завршио у Новом Саду. Године 1930. дипломирао је на Високој школи за аеронаутику и машинске конструкције (ESACM) у Паризу, а диплому је нострификовао 22. јануара 1931. на Техничком факултету у Београду. Крајем 1931. завршио је пилотску школу резервних ваздухопловних официра у Новом Саду, а убрзо је стекао и дозволу туристичког пилота.
Прво запослење било му је у домаћем Друштву за ваздушни саобраћај „Аеропут“ у које је примљен 2. јануара 1932. године и у њему радио све до почетка рата априла 1941. године на месту техничког директора. За време рата ради у Утви чији је био сувласник а по ослобођењу наставља у Утви да ради на својим предратним пројектима туристичких авиона. Незадовољан стањем у земљи 1946. године емигрира у САД и запошљава се у Локиду. Умро је августа месеца 1986. године у својој 81. години живота у Питербороу држава Њу Хемшир.

## Списак летелица на којима је радио
- Аеропут ММС-3 је први српски двомоторни лаки путнички авион тросед а кад се избаци седиште постаје карго авион. По плановима инж.Митровића произвела га је ваздухопловно техничка служба Аеропута за своје потребе 1935-те године. Први пут је летео 9. јуна 1936.[2] Коришћен је до априла месеца 1941. године када је запаљен да неби пао у руке непријатељу.
- Рогожарски Бруцош - спортско тренажни авион за основну обуку конструисан у сарадњи проф. Ненадовића са М. Митровићем-Спирта 1940. године за рачун фабрике авиона "Рогожарски“ а према конкурсу Команде Ваздухопловства (КВ) (прототип је полетео 1940.). Носио је ознаку НМ према иницијалима конструктора Ненадовић-Митровић а погонио га је мотор Gipsy 135 KS. Авион је био једнокрилни нискокрилац дрвене конструкције.
- Утва М/Ј 1 је једноседа високоспособна ваздухопловна једрилица направљена 1939. године према плановима инж. М.Митровића Спирте од дрвета и платна у фабрици УТВА, намењена спортским такмичењима и тренажи једриличара. Коришћена је до почетка 50-тих година двадесетог века.
- НЕМИ – лаки двомоторни једнокрилни бомбардер са моторима Gnome-Rohne, стајни трап типа трицикл. Аеродинамичка испитивања извршена у Аеротехничким институтима Eiffel у Паризу, Saint Cyr-у и Варшави. Пројектован у сарадњи са М. Митровићем па је према иницијалима конструктора Ненадовић-Митровић добио назив НЕМИ. Авион је пројектован према конкурсу КВ 1940/41. године али је даљи развој заустављен избијањем Другог светског рата.
- ММС-1 до ММС-9 је серија идејних пројеката лаких туристичких и саобраћајних авиона за које инж. М.Митровић није могао да нађе заинтересоване финансијере, па су пројекти остали нереализовани.